# 깃발 뺏기

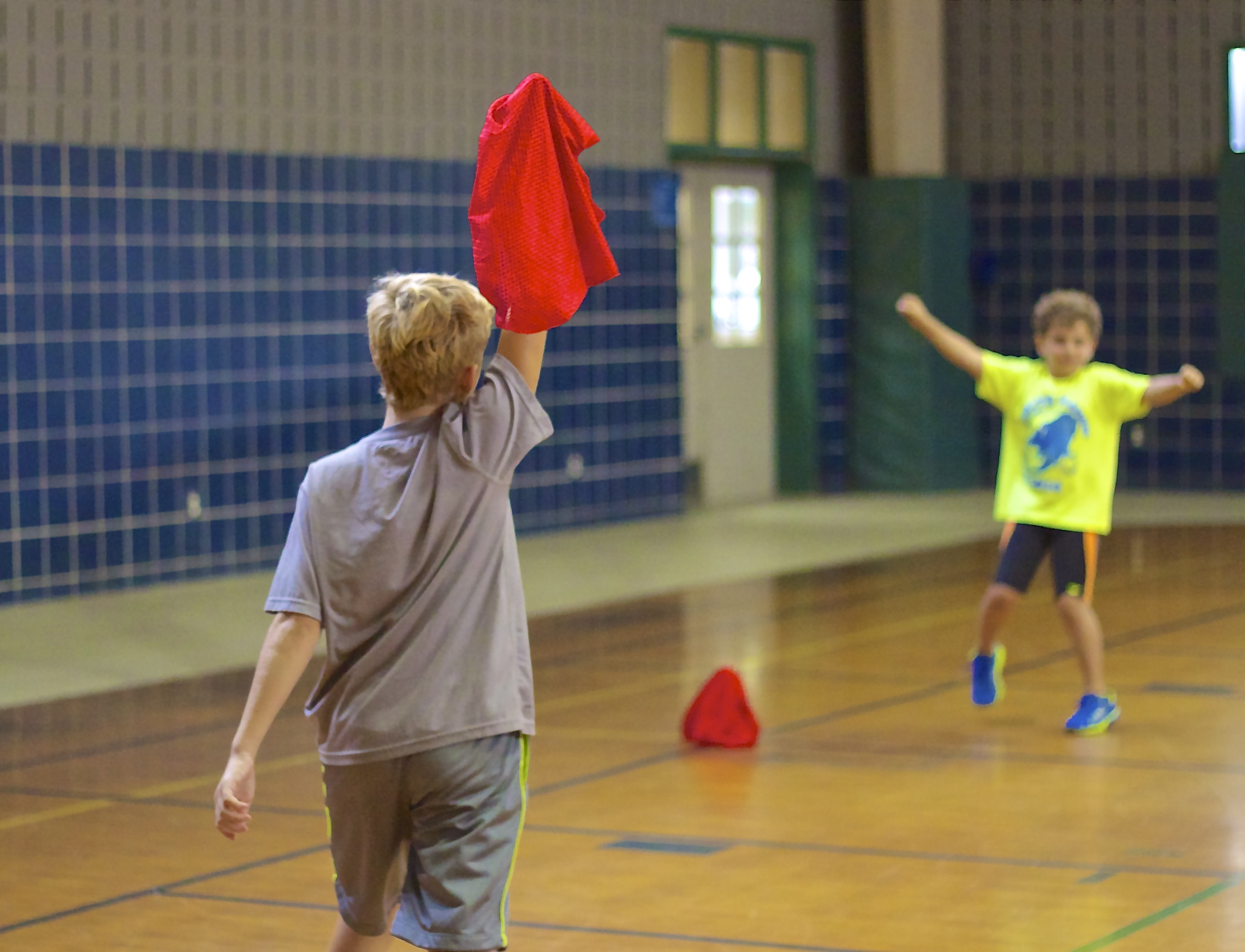

깃발 뺏기 놀이 또는 캡처 더 플래그, 깃발 탈취(Capture the flag, CTF)는 야외에서 할 수 있는 스포츠의 하나로, 둘 이상의 팀이 각각 깃발(또는 다른 표식)을 가지고 있고, 상대팀의 기지에 있는 깃발을 빼앗아야 하는 것이 목표다. 기지가 아니라 영역 내 어딘가에 숨겨져 있거나 묻혀 있을 수 있으며, 빼앗은 뒤에는 안전하게 자신의 기지로 가져와야 한다. 
상대팀은 자신의 영역을 벗어날 때 플레이어에 의해 "태그"(tagged)될 수 있으며, 규칙에 따라 게임에서 나가거나, 상대 팀의 일원이 되거나, 자신의 영토로 다시 보내지거나, 제자리에 고정되거나, 또는 자신의 팀 구성원이 석방될 때까지 "감옥"에 보내진다.

## 같이 보기
- 카바디